# Maria Rita (álbum)
Maria Rita é o álbum de estreia da cantora brasileira Maria Rita, lançado em 2003.
O álbum vendeu mais de 1 milhão de cópias no país, sendo certificado como platina tripla. Também ganhou dois Grammys Latino nas categorias de melhor disco de mpb, artista revelação e melhor música por "A Festa".
No formato CD o álbum tem uma faixa interativa para que se possa baixar pela internet as faixas 14 e 15.
A edição em LP foi limitada a mil cópias, incluindo "Vero" e "Estrela, Estrela" - as faixas disponibilizadas para baixar através da faixa interativa do CD - no repertório (Lado B do disco 2).

## Lista de faixas

### CD
| N.º | Título                                          | Compositor(es)                       | Duração |  |
| 1.  | "A Festa" (Sobre Adapt. de La Bamba)            | Milton Nascimento                    | 4:28    |  |
| 2.  | "Agora Só Falta Você"                           | Rita Lee, Luis Sérgio Carlini        | 3:24    |  |
| 3.  | "Menininha do Portão"                           | Nonato Buzar, Paulinho Tapajós       | 3:30    |  |
| 4.  | "Não Vale a Pena"                               | Jean Garfunkel, Paulo Garfunkel      | 5:08    |  |
| 5.  | "Dos Gardenias"                                 | Isolina Carrillo                     | 4:35    |  |
| 6.  | "Cara Valente"                                  | Marcelo Camelo                       | 4:51    |  |
| 7.  | "Santa Chuva"                                   | Marcelo Camelo                       | 3:57    |  |
| 8.  | "Menina da Lua / Música Incidental: Maria Rita" | Renato Motha / César Camargo Mariano | 5:37    |  |
| 9.  | "Encontros e Despedidas"                        | Milton Nascimento, Fernando Brant    | 4:02    |  |
| 10. | "Pagu"                                          | Rita Lee, Zélia Duncan               | 3:52    |  |
| 11. | "Lavadeira do Rio"                              | Lenine, Bráulio Tavares              | 3:21    |  |
| 12. | "Veja Bem Meu Bem"                              | Marcelo Camelo                       | 3:10    |  |
| 13. | "Cupido"                                        | Cláudio Lins                         | 5:05    |  |

| Faixas interativas |                    |                               |         |  |
| N.º                | Título             | Compositor(es)                | Duração |  |
| 14.                | "Vero"             | Natan Marques, Murilo Antunes | 4:39    |  |
| 15.                | "Estrela, Estrela" | Vítor Ramil                   | 3:54    |  |

### LP
Disco 1 - Lado A
1. A Festa
2. Agora Só Falta Você
3. Santa Chuva

Disco 1 - Lado B
1. Cara Valente
2. Menininha do Portão
3. Não Vale a Pena
4. Dos Gardenias

Disco 2 - Lado A
1. Menina da Lua / Música Incidental: Maria Rita
2. Encontros e Despedidas
3. Pagu
4. Lavadeira do Rio

Disco 2 - Lado B
1. Cupido
2. Vero
3. Veja Bem Meu Bem
4. Estrela, Estrela

## DVD: Maria Rita
O primeiro DVD de Maria Rita foi gravado no Bourboun Street, em São Paulo, no dia 11 de Agosto de 2003. São 12 faixas, sendo onze versões ao vivo de músicas de seu primeiro CD, além de uma versão para a música "Tristesse", gravada anteriormente em duo no CD de Milton Nascimento, Pietá.
A direção ficou por conta de Marcus Vinícius Baldini e Homero Oliveto, da S Filmes, com supervisão de Denise Saraceni. Entre os extras, podemos encontrar making of, com cenas de bastidores, entrevista exclusiva com Maria Rita e biografia dos músicos, além de duas músicas extras: “Vero” e “Dos gardenias”. Maria Rita – DVD, traz para dentro de casa toda a emoção que a artista exala no palco, e conta com momentos realmente emocionantes.

### Faixas do show
1. Pagu
2. Não Vale a Pena
3. Lavadeira do Rio
4. Agora Só Falta Você
5. Encontros e Despedidas
6. Menina da Lua
7. Cara Valente
8. Veja Bem Meu Bem
9. Menininha do Portão
10. Cupido
11. A Festa
12. BIS: Tristesse

Extras
- Entrevistas
- Músicas extras: Dos Gardenias / Vero
- Making of do show
- Biografia dos músicos

## Desempenho nas paradas
| Chart                            | País           | Melhor Posição |
| -------------------------------- | -------------- | -------------- |
| Billboard Top World Music Albums | Estados Unidos | 3              |

## Participações em Trilhas Sonoras
- Tristesse fez parte da trilha sonora de A Casa Das Sete Mulheres.
- Encontros E Despedidas fez parte da trilha sonora da novela Senhora Do Destino, sendo tema de abertura.
- Agora Só Falta Você fez parte da trilha sonora do filme americano After The Sunset.
- Cupido, quase 10 anos após lançamento, fez parte da trilha sonora da novela Avenida Brasil.